# Pipe Dreams (canção de Nelly Furtado)
Pipe Dreams é uma canção gravada pela cantora e compositora canadense Nelly Furtado para o seu sétimo álbum de estúdio, The Ride, (2017). Foi lançada como primeiro single do álbum em 15 de Novembro de 2016.

## Composição
"Pipe Dreams é descrita como uma canção R&B alternativo, downtempo com um toque gospel. Segundo Furtado, a música fala sobre a falsa esperança de sonhar e tem como tema o mundo da fantasia.

## Recepção da Crítica
Christoph Büscher, do Medium.com escreveu: "O primeiro single a ser tirado de The Ride é uma balada sonhadora que, após seu lançamento, demonstrou de forma impressionante a mudança de direção musical de Nelly. Com versos como" não me venda nenhum sonho, eu quero viver em um caleidoscópio ”e um som dramático". Pipe Dreams ”pode não ser a melhor música do álbum, mas é certamente um single principal adequado."

## Lançamento
"Piper Dreams" foi lançada no canal oficial da gravadora Eleven Seven no SoundCloud através de uma entrevista exclusiva no portal The Fader em 15 de Novembro de 2016. Em 27 de Janeiro de 2017 foi lançada para compra via download digital e nas demais plataformas de streaming.

## Videoclipe
O videoclipe de "Pipe Dreams" foi lançado em 20 de dezembro de 2016 no canal oficial da Pitchfork no Youtube e foi filmado com uma câmera VHS.

## Lista de faixas
| Download Digital |                |         |  |
| N.º              | Título         | Duração |  |
| 1.               | "Piper Dreams" | 4:23    |  |

## Histórico de lançamento
| Região | Data                   | Formato                        | Gravadora |
| ------ | ---------------------- | ------------------------------ | --------- |
| Várias | 15 de Novembro de 2016 | Streaming exclusivo SoundCloud | Nelstar   |
| Várias | 27 de Janeiro de 2017  | Download digital, streaming    | Nelstar   |